# Federico Dordei
Federico Dordei (Amman, 9 giugno 1975) è un attore italiano.

## Biografia
Nato ad Amman in Giordania da madre siriano-araba e padre italiano, cresce a Roma e si trasferisce a Los Angeles all'età di diciotto anni. Dopo essersi diplomato attore presso la Stella Adler Academy ottiene il ruolo di Frankie in Luckytown. Successivamente appare in varie serie televisive: E.R. - Medici in prima linea, The Closer, Bones, Senza traccia, 90210, The Mentalist. Nel 2005 Rob Schneider lo sceglie per interpretare Mahmoud in Deuce Bigalow - Puttano in saldo e lo riconferma per Big Stan, nel 2009 è Avi in The Strip e nel 2012 è Samuel Goldstein in General Education di Tom Morris. Nel 2013 è nel cast della terza serie 2 Broke Girls di Michael Patrick King dove interpreta Luis.
Da allora ha lavorato no-stop in serie televisions e films internazionali come Shameless, The Rookie, MagnumPI, Elementary, Law and Order, Lopez, Hot in Cleveland, Dice, Seal Team, Violet, Angel From Hell, Il Destino ha Due Volti ( I know this much is true ), Lizzie McGuire e tanti Altri. Nel 2024 interpreta Raoul Morabito nella seconda stagione della serie tv Il Patriarca.

## Filmografia

### Cinema
- Luckytown, regia di Paul Nicholas (2000)
- The Journey (2002)
- Wasabi Tuna, regia di Lee Friedlander (2003)
- Deuce Bigalow - Puttano in saldo (Deuce Bigalow: European Gigolo), regia di Mike Bigelow (2005)
- Stand Up (2007)
- Big Stan, regia di Rob Schneider (2007)
- The Strip, regia di Jameel Khan (2009)
- Dead Air (2009)
- 666 The Beginning of the end (2009)
- Prankstar, regia di Tom Green (2010)
- General Education, regia di Tom Morris (2012)
- Hollywood Chaos (2013)
- Girl Missing (2015)
- Violet (2021)

### Televisione
- E.R. - Medici in prima linea (ER) – serie TV, episodio 8x02 (2001)
- Even Stevens – serie TV, episodio 3x19 (2002)
- Beautiful (The Bold and the Beautiful) – soap opera, episodio 1.3949 (2002)
- The Division – serie TV, episodio 3x11 (2003)
- Saving Jessica Lynch, regia di Peter Markle – film TV (2003)
- Girlfriends – serie TV, episodio 4x24 (2004)
- The Closer – serie TV, episodio 1x09 (2005)
- Bones – serie TV, episodio 1x02 (2005)
- Senza traccia (Without a Trace) – serie TV, episodi 4x05-4x06 (2005)
- Shark - Giustizia a tutti i costi (Shark) – serie TV, episodio 1x11 (2007)
- Lincoln Heights – serie TV, episodio 1x08 (2007)
- The Unit – serie TV, episodio 3x08 (2007)
- Detective Monk (Monk) – serie TV, episodio 7x02 (2008)
- Spaced, regia di Charles Stone III (2008)`
- Il tempo della nostra vita (Days of Our Lives) – soap opera, 5 episodi (2009)
- Avvocati a New York (Raising the Bar) – serie TV, episodio 2x04 (2009)
- Mad Men – serie TV, episodio 3x08 (2009)
- Parks and Recreation – serie TV, episodio 2x05 (2009)
- 90210 – serie TV, episodi 2x06-2x11 (2009)
- The Mentalist – serie TV, episodio 2x15 (2010)
- Aiutami Hope! (Raising Hope) – serie TV, episodio 1x19 (2011)
- 2 Broke Girls – serie TV, 8 episodi (2013)
- Law & Order - Unità vittime speciali (Law & Order: Special Victims Unit) – serie TV, episodio 15x17 (2014)
- Dice – serie TV, episodio 1x03 (2016)
- Lopez – serie TV, episodi 1x08-1x09-1x10 (2016)
- SEAL Team – serie TV, episodio 1x10 (2017)
- Shameless – serie TV, episodio 10x09 (2019)
- Elementary – serie TV, episodio 7x01 (2019)
- Un volto, due destini - I Know This Much Is True (I Know This Much Is True) – miniserie TV, puntata 1x05 (2020)
- Magnum P.I. – serie TV, episodio 3x13 (2021)
- The Rookie – serie TV, episodio 4x12 (2022)
- From Scratch - La forza di un amore (From Scratch) – miniserie TV, puntata 1x02 (2022)
- Il patriarca (seconda stagione) – serie TV (2024)

## Doppiatori italiani
Nelle versioni in italiano delle opere in cui ha recitato, Federico Dordei è stato doppiato da:
- Sergio Lucchetti in The Closer
- Davide Marzi in Bones
- Luca Graziani in Senza traccia
- Andrea Lavagnino in Mad Men
- Gianfranco Miranda in The Mentalist
- Nanni Baldini in 2 Broke Girls
- Stefano Brusa in Law & Order - Unità vittime speciali
- Sacha De Toni in Shameles
- Fabrizio Picconi in Magnum P.I.
- Stefano Crescentini in From Scratch
- Oliviero Cappellini in The Rookie